# HHF Architekten
Die HHF Architekten GmbH ist ein im Jahr 2003 gegründetes Schweizer Architekturbüro.

## Geschichte
Das 2003 von Tilo Herlach, Simon Hartmann und Simon Frommenwiler in Basel gegründete Architekturbüro hat Bauprojekte in der Schweiz, China, Deutschland, Frankreich, Mexiko und den USA realisiert. Die Bauaufgaben reichen von Neubauten, wie dem Modezentrum „Labels 2“ in Berlin, über Innenausbauten und Planungsaufgaben wie den Masterplänen für die öffentlichen Räume von Praille-Acacias-Vernets in Genf und La Défense in Paris, sowie dem Bebauungsplan für das Unterfeld in Zug, bis zu Objekten im öffentlichen Raum wie dem Baby Dragon in China oder der Aussichtsplattform „Espinazo del Diablo“ an der „Ruta del Peregrino“ im mexikanischen Bundesstaat Jalisco. HHF Architekten arbeitet mit Künstlern und anderen Architekten zusammen. So entstanden Gruppen-Projekte wie „Ruta del Peregrino“ und die Zusammenarbeit mit dem chinesischen Konzeptkünstler Ai Weiwei seit 2005.
2005 wurden HHF eingeladen, einen Beitrag zum Jinhua Architecture Park für die „Hong Kong & Shenzhen Bi-City Biennale of Urbanism \ Architecture“ zu bauen. 2007 folgt die Einladung, als Offizieller Beitrag der Schweiz an der 7. Intationalen Architekturbiennale São Paulo, teilzunehmen. 2011 wurden die in Zusammenarbeit mit Ai Weiwei entstanden Arbeiten im Rahmen der Ausstellung „Ai Weiwei – Art / Architecture“ im Kunsthaus Bregenz gezeigt. Das Deutsche Architektur Museum (DAM) in Frankfurt am Main zeigte 2012 „Labels 2“ im Rahmen der Ausstellung „Die 23 besten Bauten“. HHF wurden zur 13., 14. und 16. Architektur Biennale Venedig und zur Chicago Architecture Biennial 2017 eingeladen. Ihre Arbeiten sind Teil der ständigen Sammlungen des Centre Georges Pompidou in Paris, des Architekturmuseums der TU München in der Pinakothek der Moderne in München und des Heinz Architectural Center im Carnegie Museum of Art in Pittsburgh.
An nationalen und internationalen Auszeichnungen erhielten HHF unter anderem den „Design Vanguard 2010“ und 2012 den „Wallpaper Design Award“, für den sie bereits 2010 nominiert waren. HHF wurde 2009 und 2013 mit einem „American Architecture Award“ ausgezeichnet. 2013 gewannen HHF den deutschen „Häuser des Jahres“ Preis, 2014 wurden sie mit dem „Schweizer Architektur-Award“ ausgezeichnet.
Neben dem Bauen ist die Architekturlehre ein Anliegen der Partner. Sie waren Gastprofessoren an der Universität Innsbruck, dem Karlsruher Institut für Technologie KIT, dem Massachusetts Institute of Technology, MIT School of Architecture and Planning in Cambridge und waren Gastdozenten an der UIA in Mexiko-Stadt. Simon Frommenwiler unterrichtete von 2011 bis 2018 als Gastprofessor an der École nationale supérieure d'architecture de Strasbourg. Simon Hartmann lehrte von 2009 bis 2017 als Professor für Design an der Fachhochschule Westschweiz, Hochschule für Technik und Architektur Fribourg (HTA) und ist „William Henry Bishop Visiting Professor“ an der Yale School of Architecture, 2018. Seit Herbst 2018 unterrichten Tilo Herlach, Simon Frommenwiler und Simon Hartmann an der Harvard Graduate School of Design.

## Bauten und Projekte
- 2005: Pavillon für Kinder Baby Dragon im Jinhua Architecture Park, China
- 2005: Treehouse, Gästehaus für den Waterville Golf Resort in Lijiang, China (mit Ai Weiwei)
- 2007: Dunehouse, Innere Mongolei
- 2008: Artfarm, Kunstgalerie und -lager in New York, USA (mit Ai Weiwei)
- 2008: Grand Traiano Art Complex in Grottaferrata/Rom, Italien (mit JohnstonMarklee Architects)
- 2008: Leitbild für Saarbrücken (mit Hans Wirz, Jacques Degermann, und Joel Bertrand)
- 2008: Mensa für das Gymnasium Kirschgarten in Basel
- 2008: Ordos 100, HHF-Haus, Innere Mongolei, China
- 2008: Tsai Residence in New York (mit Ai Weiwei)
- 2009: Überbauung Sonvida in Bottmingen (mit Archos Architektur)
- 2010: Aussichtsplattform für die Ruta del Peregrino in Mexiko
- 2010: Modezentrum Labels 2 in Berlin-Friedrichshain[7]
- 2011: Gästehaus in Ancram, New York (mit Ai Weiwei)
- 2011: Haus D. in Nuglar-St. Pantaleon
- 2011: Leitbild Praille Acacias Vernets (PAV), öffentliche Räume und Verkehr, Genf (mit AWP, Paris)
- 2012: Mehrfamilienhaus in Basel, Lichtstrasse 9
- 2013: Einfamilienhaus C. in Ziefen
- 2013: Leitbild für alle öffentlichen Räume in La Défense  (mit AWP, Paris)
- 2015: Wohnbau und Restaurant in Basel, Lichtstrasse
- 2015–2023: Hofbebauung Landskronhof in Basel
- 2016: Wohnbau in Basel, Byfangweg
- 2016: Einfamilienhaus H. in Starnberg
- 2017: Aussichtsturm und Museum Poissy Galore in Carrières-sous-Poissy (mit AWP, Paris)
- 2021–2023: Wohn- und Bürokomplex Starlette in Straßburg

## Auszeichnungen
- 2008: Auszeichnung „Die Besten 09“ durch das Magazin Hochparterre, das Schweizer Fernsehen und das Museum für Gestaltung Zürich
- 2008: Auszeichnung „Europe 40 under 40“, European Centre for Architecture Art Design and Urban Studies[8]
- 2008: Auszeichnung guter Bauten in Gold, Basel-Stadt und Basel-Land
- 2008: Best Architects 09, Auszeichnung[9]
- 2009: American Architecture Award 2009[10]
- 2009: Best Architects 10, Goldene Auszeichnung[11]
- 2010: Best Architects 11, Auszeichnung[12]
- 2010: Contractworld Award
- 2010: Design Vanguard Award 2010 (Chernikov Prize)
- 2010: Swiss Art Awards Preisträger 2010
- 2010: Wallpaper Design Award Nomination
- 2011: Aufnahme in die Sammlung Centre Georges Pompidou
- 2012: AIT-Award
- 2012: Nomination Velux Tageslicht-Award
- 2012: Wallpaper Design Award[13]
- 2012: WAN 21 for 21 Award[14]
- 2013: Best Architects 14, Auszeichnung[15]
- 2013: 1. Preis Häuser des Jahres
- 2013: American Architecture Award 2013[16]
- 2013: Architekturpreis Berlin
- 2013: Auszeichnung guter Bauten, Kanton Basel-Landschaft, Kanton Basel-Stadt, Basel
- 2013: Bautenprämierung des Basler Heimatschutzes, Bester Neubau 2013, Basel
- 2014: Aufnahme in die Sammlung des Architekturmuseums der TU München, Pinakothek der Moderne, München
- 2014: Nomination für „Das beste Einfamilienhaus '14“, Das ideale Heim
- 2015: Schweizer Architektur-Award, 1. Preis in der Kategorie Wohnwelten[17]
- 2016: Nomination für den Preis der Europäischen Union für zeitgenössische Architektur „Mies van der Rohe Award“
- 2017: Aufnahme in die Architektursammlung des Carnegie Museum of Art, Pittsburgh
- 2018: Gewinner ArchiDesignClub Award für das beste französische Kulturgebäude 2018

## Ausstellungen
- 2005: Shenzhen Biennale of Urbanism and Architecture, Shenzhen, China
- 2006: China contemporary, Nederlands Architecture Institute, Rotterdam, Holland
- 2007: Arch/Scapes, offizieller Schweizer Beitrag zur 7. Int. Architekturbiennale São Paulo (Biennale von São Paulo)
- 2008: Arch/Scapeserisches Architektur Museum, Basel
- 2008: CAUE 92 (Conseil d’architecture, d’urbanisme et de l’environnement des Hauts-de-Seine), Sceaux - France, Composites, New Roof Kiss
- 2009: Arch/Scapes, Hongkong & Shenzhen Bi-City Biennale of Urbanism \ Architecture, Hong Kong
- 2009: Arch/Scapes, Today Art Museum, Beijing
- 2009: Europe 40 under 40, Athen und Florenz, Italien
- 2009: New American Architecture, Chicago
- 2010: Swiss Art Awards, Bundesamt für Kultur, Basel
- 2011: Kunsthaus Bregenz, Österreich
- 2011: Arquitectura Contemporánea Suiza, Cádiz
- 2011: Le PAV s’expose, Genf
- 2011: Teil der Ausstellung „Tatiana Bilbao“, Centre Pompidou, Paris
- 2012: Die 23 besten Bauten in Deutsches Architektur Museum (DAM), Frankfurt am Main
- 2012: Einladung zur 13. Architekturbiennale, Common Ground, Biennale di Venezia
- 2012: Five Houses Exhibition, AIA Center for Architecture, Houston
- 2012: GLOBAL Design NYU London, The Building Centre, London
- 2012: WAN 21 for 21 Award Exhibition, London, UK
- 2012: White Cube, Green Maze: New Art Landscapes, Carnegie Museum of Art, Pittsburgh
- 2013: 14. Internationale Architektur Biennale Buenos Aires
- 2013: Architekturpreis Berlin 2013, Labels 2, Kutscherhaus, Berlin
- 2013: Bildbauer Architektur im Fokus der Fotografie, S AM Schweizerisches Architekturmuseum, Basel
- 2013: Cut'n'Paste: From Architectural Assemblage to Collage City, MOMA, New York
- 2013: Dauerausstellung, Pavillon de l'Arsenal, Paris
- 2013: Häuser des Jahres 2013, Deutsches Architektur Museum (DAM), Frankfurt am Main
- 2013: La Défense 2020, exhibition, Cœur Défense, Parvis de La Défense, Paris
- 2013: Luginsland, Architektur mit Aussicht, S AM Schweizerisches Architekturmuseum, Basel
- 2013: Monografische Ausstellung, presentation Unterfeld, Baar
- 2013: Paris la nuit, Pavillon de l'Arsenal, Paris
- 2013: White Cube, Green Maze: New Art Landscapes, Yale School of Architecture, New Haven
- 2014: Architecture Week Prag
- 2014: CANactions 2014, Kiew
- 2014: Greek Tourism is not in Crisis, Griechischer Pavilion, Biennale di Venezia, Venedig
- 2014: HHF—Unfinished, Architekturgalerie München
- 2014: Show and Tell – Architekturgeschichte(n) aus der Sammlung, Pinakothek der Moderne, Architekturmuseums der TU München
- 2015: Architettura in Svizzera. Dialogo tra storia e contemporaneità, Chiostro di Palazzo Platamone, Catania, Italien
- 2015: Constructing Film. Swiss Architecture in the Moving Image, S AM Schweizerisches Architekturmuseum Basel
- 2015: Sacri Monti e altre storie Architettura, Milano Triennale, Castello di Masnago, Varese
- 2015: The Swiss Architecture Award, Zürich
- 2015: Une histoire, art, architecture et design, des années 80 à aujourd'hui, Centre Georges Pompidou, Paris
- 2016: Schweizweit, S AM Schweizerisches Architekturmuseum, Basel
- 2016: Topotek 1: Exhibition/Munich, Architekturgalerie München
- 2017: Chicago Architecture Biennial, Chicago
- 2017: Swiss Architects Abroad, S AM Schweizerisches Architekturmuseum, Basel
- 2018: Beitrag zur „Ausstellung The Architecture of a Common Ground“, Luxembourg Pavilion, 16. Biennale di Venezia, Venedig

## Publikationen (Auswahl)
- Landscape of Faith: Interventions Along the Mexican Pilgrimage Route, 320 Seiten, Lars Müller, 2018, ISBN 978-3-03778-499-0
- Grundrissfibel, Museumsbauten, 532 Seiten, Edition Hochparterre, Zürich, 2017, ISBN 978-3-909928-42-2
- NZZ yearbook Real Estate, Edition 2017/18, 200 Seiten, NZZ Fachmedien, Luzern, 2017, ISBN 978-3-03810-314-1
- Architekturpädagogiken, Hochschule Luzern, 452 Seiten, Park Books, Zürich, 2017, ISBN 978-3-03860-065-7
- Make New History, Chicago Biennial, 344 Seiten, Lars Müller, Zurich, 2017, ISBN 978-3-03778-535-5
- Zukunftsweisend Umbauen, hindernisfrei Wohnen, 224 Seiten, CMV, Basel, 2017, ISBN 978-3-85616-842-1
- Architekturführer Deutschland, 336 Seiten, DOM Publishers, 2017, ISBN 978-3-86922-549-4
- Spektakuläre Häuser, 259 Seiten, DVA, München, 2017, ISBN 978-3-421-04048-0
- Global Design, 240 Seiten, Prestel, Munich – London – New York, 2015, ISBN 978-3-7913-5358-6
- HHF—Unfinished, 176 Seiten, HHF, Basel, 2014, ISBN 978-3-033-04706-8
- Fundamentals, 14th International Architecture Exhibition, La Biennale di Venezia, 576 Seiten, Marsilio, Venezia, 2014, ISBN 978-88-317-1869-1
- Show & Tell, Collecting Architecture, 240 Seiten, Hatje Cantz, 2014, ISBN 978-3-7757-3801-9
- Das beste Einfamilienhaus, 106 Seiten, Archithema Verlag, 2014, ISBN 978-3-9522994-6-3
- Architecture Now! 9, 480 Seiten, Taschen, 2013, ISBN 978-3-8365-3899-2
- Best Architects 14, 496 Seiten, Zinnobergruen, Düsseldorf, 2013, ISBN 978-3-9811174-8-6
- Lookout, Architecture with a View, S AM Swiss Architecture Museum, 116 Seiten, CMV, 2013, ISBN 978-3-85616-633-5
- Where Architects Work, 256 Seiten, Birkhäuser, Bauwelt, 2013, ISBN 978-3-03821-412-0
- Häuser des Jahres, 273 Seiten, Callwey, 2013, ISBN 978-3-7667-2037-5
- Building Images, S AM Swiss Architecture Museum, 197 Seiten, CMV, 2013, ISBN 978-3-85616-582-6
- White Cube Green Maze: New Art Landscapes, University of California Press, 2012, ISBN 978-0-520-27440-2
- HHF Architects, 336 Seiten, Archilife Publishers, Seoul, 2012, ISBN 978-89-964508-3-2
- Ruta del Peregrino, A Photographic Essay by Iwan Baan, 14th International Architecture Exhibition, 256, Seiten,  La Biennale di Venezia, 2012, ISBN 978-3-033-03590-4
- Common Ground, A Critical Reader, Venice Biennale of Architecture 2012, 336 Seiten, Marsilio, Venezia, 2012, ISBN 978-88-317-1435-8
- Deutsches Architekturjahrbuch 2011|12. Prestel Verlag, München, 2011, ISBN 978-3-7913-5135-3
- Architekturdialoge, Positionen – Konzepte – Visionen, Niggli Verlag, 2011, ISBN 978-3-7212-0801-6
- Ai Weiwei: Art|Architecture, Verlag der Buchhandlung Walther König, 2011, ISBN 978-3-86335-041-3
- Alt & Neu: Entwurfshandbuch Bauen im Bestand, Birkhäuser Verlag, 2010,  ISBN 978-3-0346-0523-6
- Shopping 1 Architecture Now!, Taschen Verlag, 2010, ISBN 978-3-8365-1738-6
- Houses 2 Architecture Now!, Taschen Verlag, 2011, ISBN 978-3-8365-1973-1
- AsBuilt, Princeton University Press, 2010
- Architecture Now! 7, Taschen Verlag, 2010, ISBN 978-3-8365-1736-2
- Ai Weiwei, Architecture, daab Verlag, 2010, ISBN 978-3-942597-01-2
- Gallerie d’Arte, Motta Architecture, 2009, ISBN 978-88-6116-113-9
- Best Architects 10, Zinnobergruen, Düsseldorf, ISBN 978-3-9811174-3-1
- Architecture in China, Taschen Verlag, 2007, ISBN 978-3-8228-5264-4
- Architecture Now! 5, Taschen Verlag, 09.07, ISBN 978-3-8228-1810-7
- Atmosphere, The Shape of Things to Come, Birkhäuser Verlag, 2007, ISBN 978-3-7643-8387-9
- Best Architects 09, Zinnobergruen, Düsseldorf, 2008, ISBN 978-3-9811174-2-4